# Rodolfo Gambini
Pour les articles homonymes, voir Gambini.
 (septembre 2022).
La mise en forme du texte ne suit pas les recommandations de Wikipédia : il faut le « wikifier ».
Les points d'amélioration suivants sont les cas les plus fréquents. Le détail des points à revoir est peut-être précisé sur la page de discussion.
- Les titres sont pré-formatés par le logiciel. Ils ne sont ni en capitales, ni en gras.
- Le texte ne doit pas être écrit en capitales (les noms de famille non plus), ni en gras, ni en italique, ni en « petit »…
- Le gras n'est utilisé que pour surligner le titre de l'article dans l'introduction, une seule fois.
- L'italique est rarement utilisé : mots en langue étrangère, titres d'œuvres, noms de bateaux, etc.
- Les citations ne sont pas en italique mais en corps de texte normal. Elles sont entourées par des guillemets français : « et ».
- Les listes à puces sont à éviter, des paragraphes rédigés étant largement préférés. Les tableaux sont à réserver à la présentation de données structurées (résultats, etc.).
- Les appels de note de bas de page (petits chiffres en exposant, introduits par l'outil «  Source ») sont à placer entre la fin de phrase et le point final[comme ça].
- Les liens internes (vers d'autres articles de Wikipédia) sont à choisir avec parcimonie. Créez des liens vers des articles approfondissant le sujet. Les termes génériques sans rapport avec le sujet sont à éviter, ainsi que les répétitions de liens vers un même terme.
- Les liens externes sont à placer uniquement dans une section « Liens externes », à la fin de l'article. Ces liens sont à choisir avec parcimonie suivant les règles définies. Si un lien sert de source à l'article, son insertion dans le texte est à faire par les notes de bas de page.
- La présentation des références doit suivre les conventions bibliographiques. Il est recommandé d'utiliser les modèles {{Ouvrage}}, {{Chapitre}}, {{Article}}, {{Lien web}} et/ou {{Bibliographie}}. Le mode d'édition visuel peut mettre en forme automatiquement les références.
- Insérer une infobox (cadre d'informations à droite) n'est pas obligatoire pour parachever la mise en page.

Pour une aide détaillée, merci de consulter Aide:Wikification.
Si vous pensez que ces points ont été résolus, vous pouvez retirer ce bandeau et améliorer la mise en forme d'un autre article.
 (août 2025).
Le contenu est difficilement compréhensible vu les erreurs de traduction, qui sont peut-être dues à l'utilisation d'un logiciel de traduction automatique.
Rodolfo Gambini Italien, né à Montevideo le 11 mai 1946, est un physicien, écrivain et professeur uruguayen.

## Biographie
En 1968, il est entré à la faculté des sciences humaines de l'université de la République en Uruguay, devenant le premier diplômé en physique de l'université de la République en février 1972. Ensuite, grâce à l'aide de son père, architecte, il parvient à s'installer à Paris, où il poursuit ses études à l'abri de la situation compliquée de son pays natal, alors sous dictature. En 1974, il obtient son doctorat en physique théorique à l'Université de Paris XI (Paris-Sud) et à l'Institut Henri Poincaré en soutenant une thèse sur la Propagation des ondes gravitationnelles dans les milieux élastiques, avec Achilles Papapetrou comme directeur de thèse.
Il est membre des institutions suivantes en dehors de l'Uruguay : American Physical Society (APS), American Association for Advancement of Science (AAAS), The World Academy of Sciences (TWAS), Académie de Sciences de l'Amérique Latine (ACAL), Académie Nationale de Sciences Exactes, Physiques et Naturels de l'Argentine (ANCEFN) et Centro Latino-Americano de Física (CLAF) du Brésil. Il a été président du conseil d'administration de cette dernière de 1992 à 1994.
Depuis 2011, il est membre du conseil qui décerne le prix Bronstein en gravité quantique à boucles.
Au cours de sa carrière scientifique, il a publié plus de 100 articles scientifiques dans des revues internationales à comité de lecture, couvrant des sujets allant de l'épistémologie et des fondements de la mécanique quantique à la biomécanique et à la théorie quantique des champs. Ses travaux mettent en évidence des contributions pertinentes à l'unification entre la théorie de la mécanique quantique, qui décrit correctement les phénomènes à l'échelle microscopique, et la théorie de la relativité générale, qui décrit les phénomènes à grande échelle. La principale de ces contributions, réalisée avec le Dr Jorge Pullin, est le développement d'une technique à boucles, la gravité quantique à boucles, pour décrire de manière non-perturbative toutes les interactions physiques, y compris gravitationnelles. Cette technique est appliquée par Gambini et d'autres scientifiques au problème de la quantification de la gravité, l'un des plus importants problèmes en suspens de la physique actuelle. Récemment, avec le Dr Pullin, il a étudié les implications des effets gravitationnels sur les fondements de la mécanique quantique. En particulier, il a étudié le rôle du temps dans la théorie et son lien avec le problème de la mesure. L'analyse inédite du rôle du temps, mesuré à l'aide d'horloges réelles, a conduit à la formulation de « l’interprétation de Montevideo » de la mécanique quantique, qui jette une lumière nouvelle sur les problèmes fondamentaux de la théorie et ses conséquences philosophiques,,,.

## Prix et distinctions
Il a été distingué en trois occasions, avec Jorge Pullin, par la Gravity Research Foundation en 1992, 1999 et 2005,,,.
En 2003, il a reçu le prix de Third World Academy of Sciences (TWAS) en physique pour ses contributions à la gravité quantique. La cérémonie de remise des prix a eu lieu le 23 novembre 2004 à Trieste, en Italie, au siège de la TWAS. (La TWAS a désormais changé de nom pour devenir l'Académie mondiale des sciences),,.
En 2003, il a reçu le prix du travail scientifique de la présidence de la République.
En 2006, la Fondation Lolita Rubial lui a décerné le prix d'argent MOROSOLI en SCIENCE et TECHNOLOGIE pour ses travaux scientifiques.
Le 5 juillet 2010, l'Université de la République lui a conféré un doctorado honoris causa. Dans la même cérémonie se lui a livré la même reconnaissance à l'écrivaine Ida Vitale,,.
Le 12 octobre 2012, le ministère de l'Éducation et de la Culture de l'Uruguay lui a décerné le Grand Prix national de l'œuvre intellectuelle 2012, conjointement avec le poète Washington Benavides. La cérémonie de remise des prix a eu lieu le 1er novembre 2012 dans la salle de conférence du Teatro Solís à Montevideo,,,,.
Le 19 novembre 2016, la Fondation Lolita Rubial lui a remis le prix Morosoli d'or 2016 pour la culture uruguayenne.

## Livres
- Loops, Knots, Gauge Theories and Quantum Gravity (Jorge Pullin; coautor) (Abhay Ashtekar; prefacio) (1996) (Cambridge University Press) (Hardcover 1996  (ISBN 0-521-47332-2)) (Paperback 2000  (ISBN 0-521-65475-0))
- Certidumbres, incertidumbres, caos. Reflexiones en torno a la ciencia contemporánea (Roberto Markarian; coautor)(1997). Editorial Trilce, Montevideo.
- A First Course in Loop Quantum Gravity (Jorge Pullin; coautor) (2011) (Oxford University Press) (Hardcover  (ISBN 0-199-59075-3))
- Un primer curso en gravedad cuántica de lazos (Jorge Pullin; coautor) (2013) (Editorial Reverté) (Tapa Dura  (ISBN 6-077-81508-X))
- A Hospitable Universe: Addressing Ethical and Spiritual Concerns in Light of Recent Scientific Discoveries (Jorge Pullin, colaborador) (2018) (Imprint Academic)  (ISBN 978-1845409647)

## Quelques articles scientifiques
- R. Gambini Et Antoni Trias, "Gauge dynamics in the C-representation," Nucléaire Physics B, Volume 278, Issue 2, p. 436-448 (1986)
- D. Armand Ugon, R. Gambini, J. Grec and L. Setaro, "Classical Loop Actions of Gauge Theories," arxiv, 29 juillet 1993.

- R. Gambini, "Vassiliev Invariants, the Space Cyl* and the Quantum Gravity Constraints" (Seminario, 17 de setiembre de 1998).
- R. Gambini, J. Pullin, "Nonstandard optics from quantum space-time," Physical Review D, 59(12), 124021 (1999).
- R. Gambini, L. P. Garcia-Pintos, J. Pullin, "An axiomatic formulation of the Montevideo Interpretation of Quantum Mechanics", Studies In History and Philosophy of Modern Physics, Band 42, 2011, S. 256-263 (2011), [Arxiv Preprint][5]
- R. Gambini, J. Pullin, "Spherically symmetric gravity coupled to a scalar field with a local Hamiltonian: the complete initial-boundary value problem using metric variables," Classical and Quantum Gravity, v. 30, p. 025012 (2012)